# John Chew Thomas
John Chew Thomas (ur. 15 października 1764, zm. 10 maja 1836) – amerykański polityk i prawnik.
W latach 1799–1801 przez jedną dwuletnią kadencję Kongresu Stanów Zjednoczonych był przedstawicielem drugiego okręgu wyborczego w stanie Maryland w Izbie Reprezentantów Stanów Zjednoczonych.